# Équipe Priorité Québec
Équipe Priorité Québec est un parti politique municipal de la ville de Québec. Dirigé par Stevens Mélançon chef, depuis le 25 mars 2025, le parti est reconnu par le Directeur général des élections du Québec depuis le 8 juin 2017. Connu de 2017 à 2022 sous le nom de Québec 21, le parti change de nom le 5 décembre 2022

## Historique

### Origines
Le parti prend principalement ses racines dans le débat (initié autour de 2014) entourant le projet de construction d'un nouveau lien autoroutier entre Québec et Lévis, en opposition à la modernisation du transport en commun à Québec. À l'approche des élections municipales de 2017, le maire de Lévis, Gilles Lehouillier, se positionne contre le projet de service rapide par bus (SRB) proposé par le maire Régis Labeaumepour favoriser le projet de troisième Lien entre les deux rives, sabotant ainsi les efforts de la ville de Québec dans la création d'un corridor de SRB entre les deux rives. Québec 21 (en référence aux 21 districts électoraux municipaux) est autorisé par le Directeur général des élections du Québec le 8 juin 2017.  Frédérick Têtu, un enseignant en philosophie, critique les initiatives visant à encourager des moyens de transport uniquement au détriment de l'automobile. Pour occuper le poste de chef du nouveau parti, Têtu approche Jean-François Gosselin, député de la vague adéquiste de 2007. Têtu, de son côté, démissionne après une entrevue étriquée où, accusé d'être ivre, il a parlé du « câlisse de droit de vote ».
Durant la campagne électorale de 2017, Gosselin affirme clairement l'opposition de son parti aux projets de transport en commun des partis adverses. Il adopte cependant un ton moins tranché sur certains sujets, affirmant qu'il s'en remet aux scientifiques sur la question des changements climatiques. Malgré tout, les positions climato-septiques d'un candidat de Québec 21 sont mises en lumière par Jackie Smith, le soir du débat électoral des élections municipales de 2021, mettant Gosselin dans l'embarras,. Ce dernier critique aussi les augmentations de taxes pour les commerçants. Le 5 novembre 2017, le parti réussit à prendre deux districts de Beauport, auparavant représentés par des conseillers de l'Équipe Labeaume.
C’est Stevens Mélançon qui obtient le siège du district de la Chute-Montmorency-Seigneurial. Jean-François Gosselin termine 2e avec 27,6 % des voix, derrière Régis Labeaume (55,3 %). Il réussit à faire son entrée à l’hôtel de ville grâce à sa candidate, Nancy Piuze, qui lui cède son siège dans Sainte-Thérèse-de-Lisieux.

### Nouvelle opposition à l'hôtel de ville
Puisque l'autre parti d'opposition, Démocratie Québec, n'a fait élire qu'un seul conseiller, Québec 21 est désigné en tant qu'opposition officielle au conseil municipal de Québec. Lorsque le maire Régis Labeaume annonce un projet de tramway pour 2026, Québec 21 délaisse sa position inflexible sur le transport en commun.  Jean-François Gosselin propose même d'opter pour un métro,. Québec 21 maintient toutefois un fort appui au projet autoroutier Québec-Lévis. Lors de l'élection partielle du 9 décembre 2018, il réussit à faire élire son candidat Patrick Paquet dans Neufchâtel-Lebourgneuf, portant à 3 le nombre de conseillers sous sa bannière.
Malgré ce succès, en février 2019, une guerre interne entre le chef Jean-François Gosselin et le conseil d'administration du parti éclate. Gosselin reproche des « dépenses douteuses sur le plan éthique » effectuées par des membres de la direction du parti. D'un autre côté, des membres du parti veulent tenir un vote de confiance lors d'une assemblée générale extraordinaire, prévue le 16 avril. Six membres de l'exécutif du parti, dont le président Serge Marcotte et la directrice générale Nancy Piuze, démissionnent le 3 avril 2019.

### Élections municipales de 2021
Le parti change son logo en février 2020.
En mai 2021, le chef de Québec 21 Jean-François Gosselin annonce officiellement la candidature de Patrick Paquet dans le district de Neufchâtel-Lebourgneuf en vue des prochaines élections municipales de 2021. Il annonce également la candidature de Stevens Mélançon dans le district de la Chute-Montmorency-Seigneurial. Avec cette annonce Québec 21 compte alors trois candidats.
Éric R. Mercier se joindra tout juste avant les élections municipales de 2021. Jean-François Gosselin voit s’écrouler son rêve de devenir maire de la ville de Québec à la suite de sa défaite aux élections municipales de 2021. Il finit ainsi troisième après quatre ans comme chef de l’opposition. À la suite de cette cuisante défaite, il démissionne. Sa colistière Manouchka Blanchet, qui a remporté le district de Sainte-Thérèse-de- Lisieux avec plus de 550 voix d’avance lui cédera sa place.
Bianca Dusseault remportera pour la première fois ses élections dans le district de Val-Bélair.
Eric R. Mercier, élu dans le district des Monts à Charlesbourg. Il deviendra chef par intérim de Québec 21. Il promet de faire évoluer le parti, également de collaborer avec le nouveau maire Bruno Marchand, mais assure de le surveiller de très près.
À la fin novembre 2021, Québec 21 perd un de ses élus. Stevens Mélançon le conseiller du district de la Chute-Montmorency-Seigneurial quitte le parti et choisi de siéger comme indépendant. Il ne restera alors que par trois conseillers: le chef par intérim, Éric R. Mercier, l'ancien chef Jean-François Gosselin et la nouvelle élue Bianca Dussault.

### Changement de nom pour Équipe Priorité Québec
En août 2022, Eric R. Mercier chef par intérim du parti politique annonce l’embauche de Patrick Paquet, ex-conseiller municipal et candidat déchu de Québec 21 aux élections municipales de 2021 comme conseiller spécial aux élus. Mécontents de plusieurs décisions, les conseillers Jean-François Gosselin et Bianca Dussault quittent pour siéger comme indépendants. Le parti ne compte qu’un seul élu à l’hôtel de ville, soit Eric R. Mercier conseiller du district des Monts.
De nouveaux changements importants secouent le parti en novembre 2022. Le chef par intérim, Eric R. Mercier, cède sa place à Patrick Paquet en tant que chef par intérim du parti. De plus, il annonce le retour du conseiller du district de la Chute-Montmorency-Seigneurial Stevens Mélançon. Souhaitant apporter une nouvelle orientation et image, la formation politique annonce qu’elle est sur le point de changer de nom et de logo.
Le 5 décembre 2022 est présenté le changement de nom et de logo du parti. Le parti s'appelle Équipe Priorité Québec avec son nouveau chef par intérim Patrick Paquet depuis le 8 novembre 2022. 
Le 25 mars 2025, Stevens Melançon devient chef du parti. Il n'indique toutefois pas être candidat à la mairie de Québec. 
Des discussions ont lieu avec Sam Hamad, et son parti Leadership Québec, qui risque d'absorber le parti. La fusion est confirmée le 13 août 2025.

## Chefs du parti
- Du 19 juin 2017 au 7 novembre 2021: Jean-François Gosselin[27]
- Du 11 novembre 2021 au 8 novembre 2022 : Éric R. Mercier[28]
- Du 8 novembre 2022 au 25 mars 2025 : (par intérim) Patrick Paquet[29],[30]
- Depuis le 25 mars 2025 : Stevens Mélançon[25]

## Résultats électoraux
| Élection                              | Chef                   | Qualité          | Mairie | Conseillers | Rang | Slogan                        |
| ------------------------------------- | ---------------------- | ---------------- | ------ | ----------- | ---- | ----------------------------- |
| Élections municipales de 2017         | Jean-François Gosselin | Homme d'affaires | Non    | 2 / 21      | 2e   | Le choix du changement        |
| Élection partielle du 9 décembre 2018 | Jean-François Gosselin | Homme d'affaires |        | 3 / 21      | 1re  |                               |
| Élections municipales de 2021         | Jean-François Gosselin | Homme d'affaires | Non    | 4 / 21      | 3e   | Pour participer au changement |

## Identité visuelle

2017 à 2020
De 2020 au 4 décembre 2022
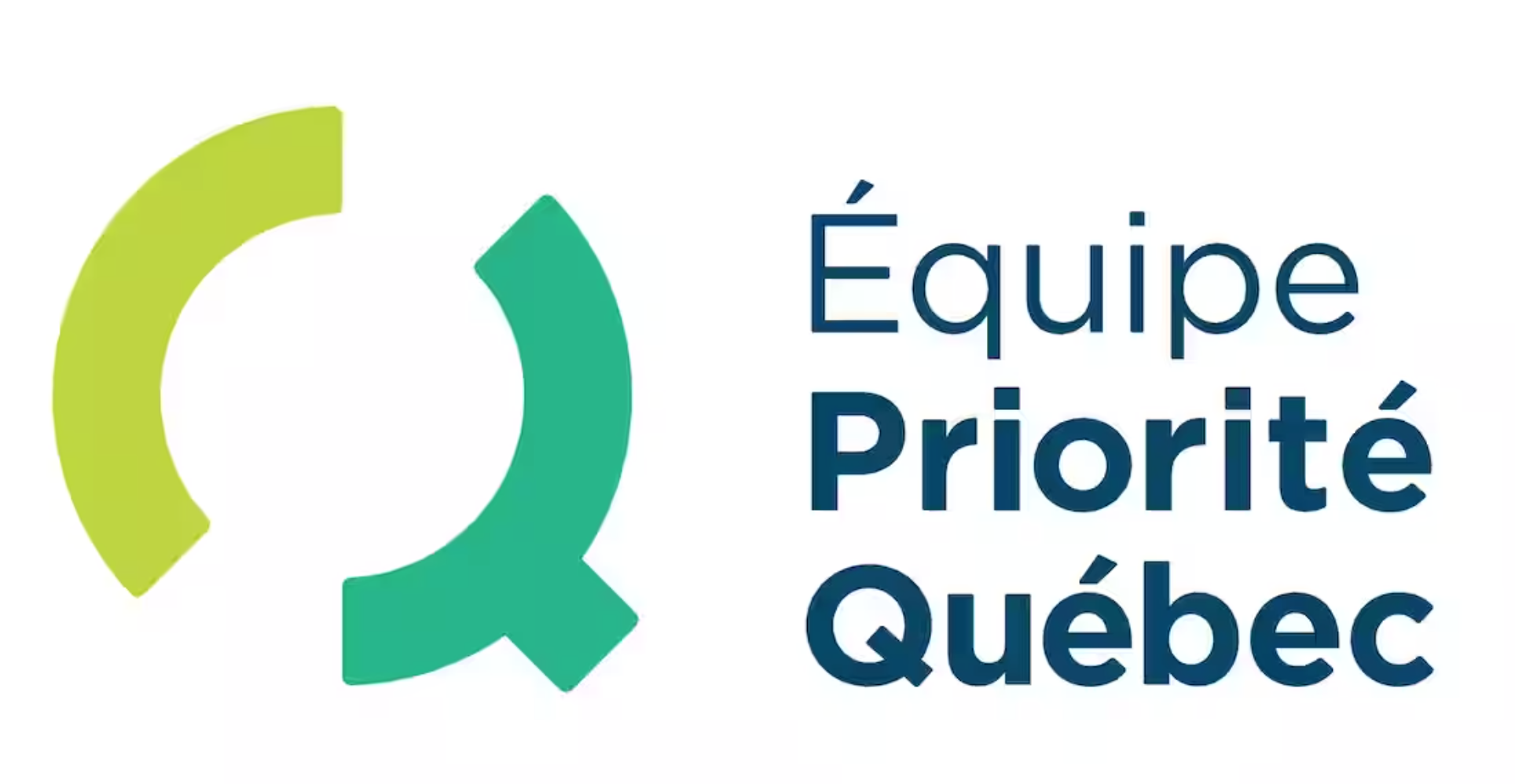
Logo depuis décembre 2022